# Comunidad de comunas
La Comunidad de comunas o Mancomunidad (en francés: Communauté de communes) es una estructura administrativa de países como Francia o España, que podría definirse como una comarca administrativa (comunidad de municipios).

## Francia
Se trata de una Entidad pública de cooperación intercomunal (Établissement public de coopération intercommunale) que ejerce, en lugar de las comunas miembros, un cierto número de competencias definidas por la ley de 6 de febrero de 1992 relativa a la administración territorial de la República francesa, modificada por la ley de 12 de julio de 1999, y posteriormente por la ley de 27 de febrero de 2002. 
Las disposiciones correspondientes están codificadas en los textos legislativos y reglamentarios del Código general de las colectividades territoriales (Code général des collectivités territorials, CGCT). Este en su artículo L5214-1 da la definición siguiente:

La Comunidad de comunas es una entidad pública de cooperación intercomunal (établissement public de coopération intercommunale, EPCI) que  reagrupa a varias comunas colindantes y sin enclaves. Tiene por objeto asociar a las comunas en el seno de un espacio de solidaridad, con vistas a la elaboración de un proyecto común de desarrollo y de gestión territorial.

Contrariamente al caso de las otras Intercomunidades: Comunidades de aglomeración, (communautés d'agglomération) y Comunidades urbanas, (communautés urbaines), las comunidades de comunas no están sometidas a un mínimo de población. La única constricción es la continuidad geográfica, que no se aplica a las comunidades de comunas creadas anteriormente.

#### Principales características
- Son EPCI con fiscalidad propia a efectos del impuesto profesional (taxe professionnelle) y en la mayoría de los casos, de la TPU (taxe professionnelle unique, impuesto profesional único con reversión parcial a las comunas).
- Están administradas por un consejo comunitario (conseil communautaire). Los delegados de cada comuna son elegidos por los consejos municipales. Cada comuna tiene al menos un delegado y ninguna puede tener más de la mitad del total de los mismos.
- Competencias obligatorias:
  - Desarrollo económico.
  - Gestión territorial.
  - Una competencia a elegir entre cuatro bloques: 
    - Protección y puesta en valor del medio natural.
    - Política de vivienda y de servicios sociales.
    - Creación, gestión y mantenimiento de la red viaria.
    - Construcción, mantenimiento y funcionamiento de equipamientos culturales, deportivos y de enseñanza infantil y primaria.
- El consejo de la comunidad puede también elegir aquellas competencias facultativas que él mismo decida
- Las comunas eligen, dentro de los bloques, las competencias precisas que ellas delegan en la comunidad. A partir del momento en que las competencias son delegadas, las comunas ya no pueden ejercerlas.

#### Relevancia de la institución
En 2012 existían 2.581 comunidades de comunas en Francia, con un constante cambio del número de las mismas, que agrupaban veintisiete millones y medio de habitantes.

## Relacionado
- Entidad subnacional